# Farvagny-le-Grand
Farvagny-le-Grand (toponimo francese; in tedesco Grossfavernach, desueto) è una frazione del comune svizzero di Gibloux, nel Canton Friburgo (distretto della Sarine).

## Storia

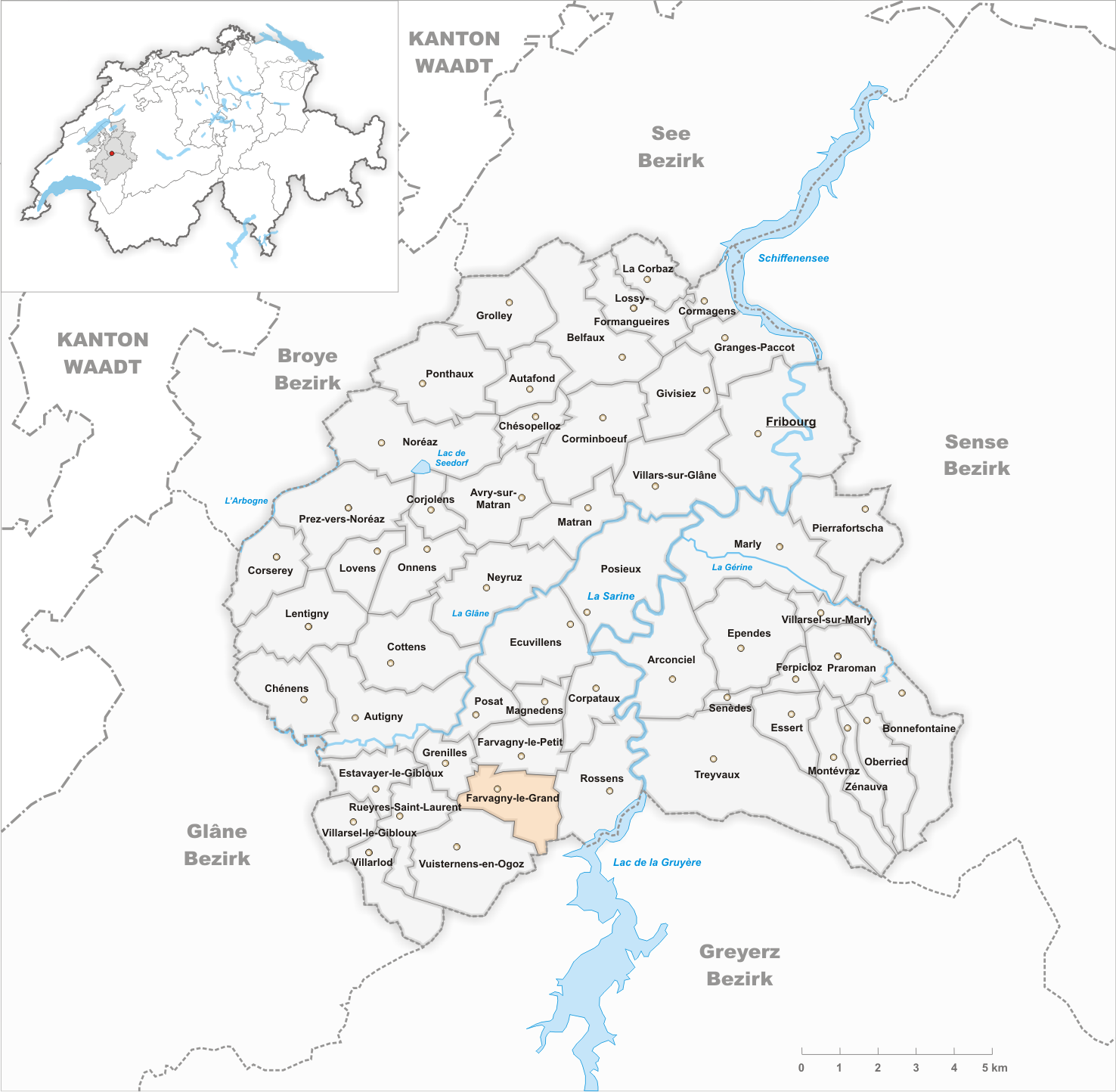
Il territorio del comune di Farvagny-le-Grand prima degli accorpamenti comunali del 1996

Già comune autonomo, il 1º gennaio 1996 è stato accorpato agli altri comuni soppressi di Farvagny-le-Petit, Grenilles e Posat per formare il nuovo comune di Farvagny, il quale a sua volta il 1º gennaio 2016 è stato accorpato agli altri comuni soppressi di Corpataux-Magnedens, Le Glèbe, Rossens e Vuisternens-en-Ogoz per formare il nuovo comune di Gibloux, del quale Farvagny-le-Grand è il capoluogo.
Farvagny-le-Grand fu il capoluogo dell'omonimo distretto dalla sua istituzione nel 1803 fino alla sua soppressione nel 1848.

## Monumenti e luoghi d'interesse

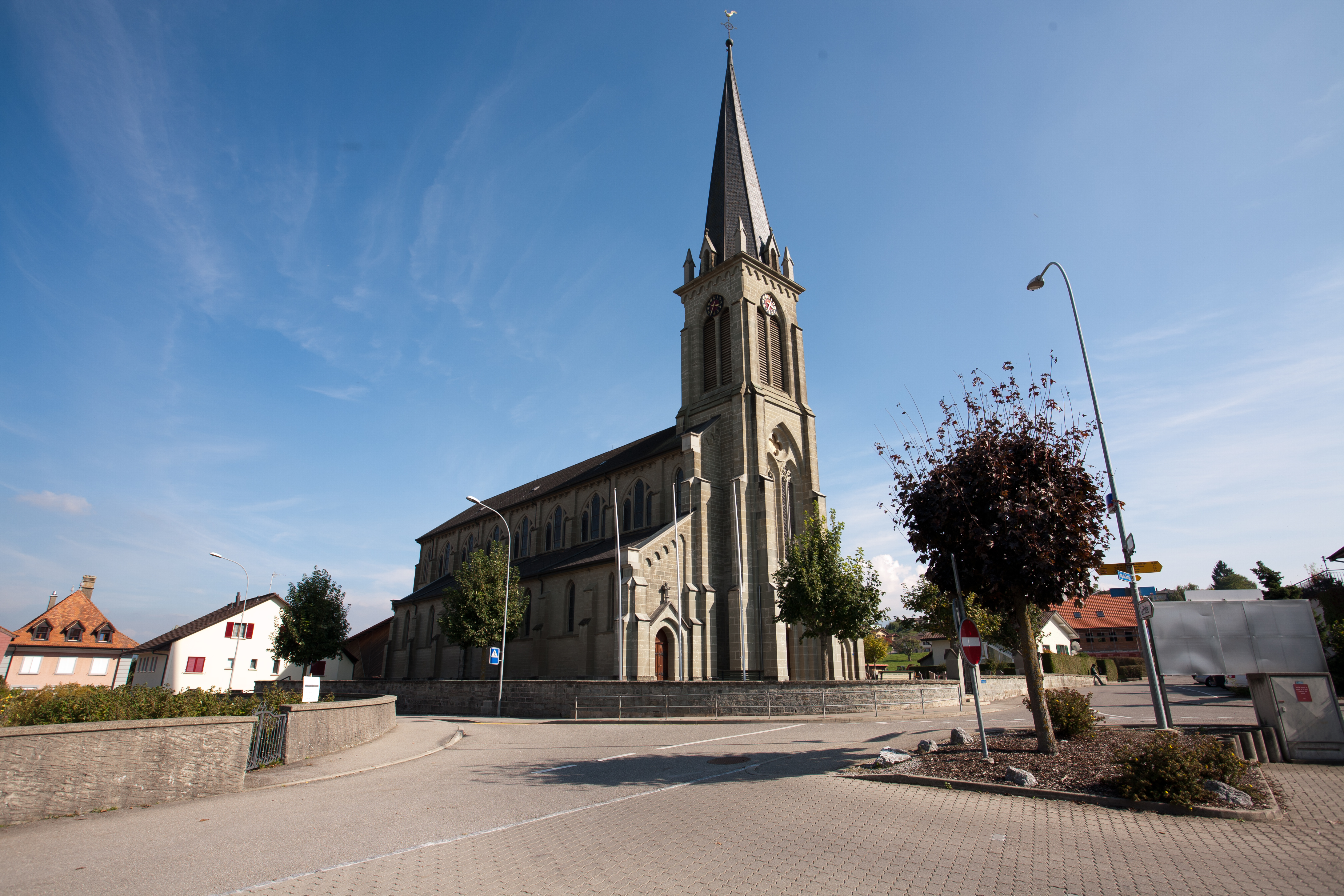
La chiesa cattolica di San Vincenzo

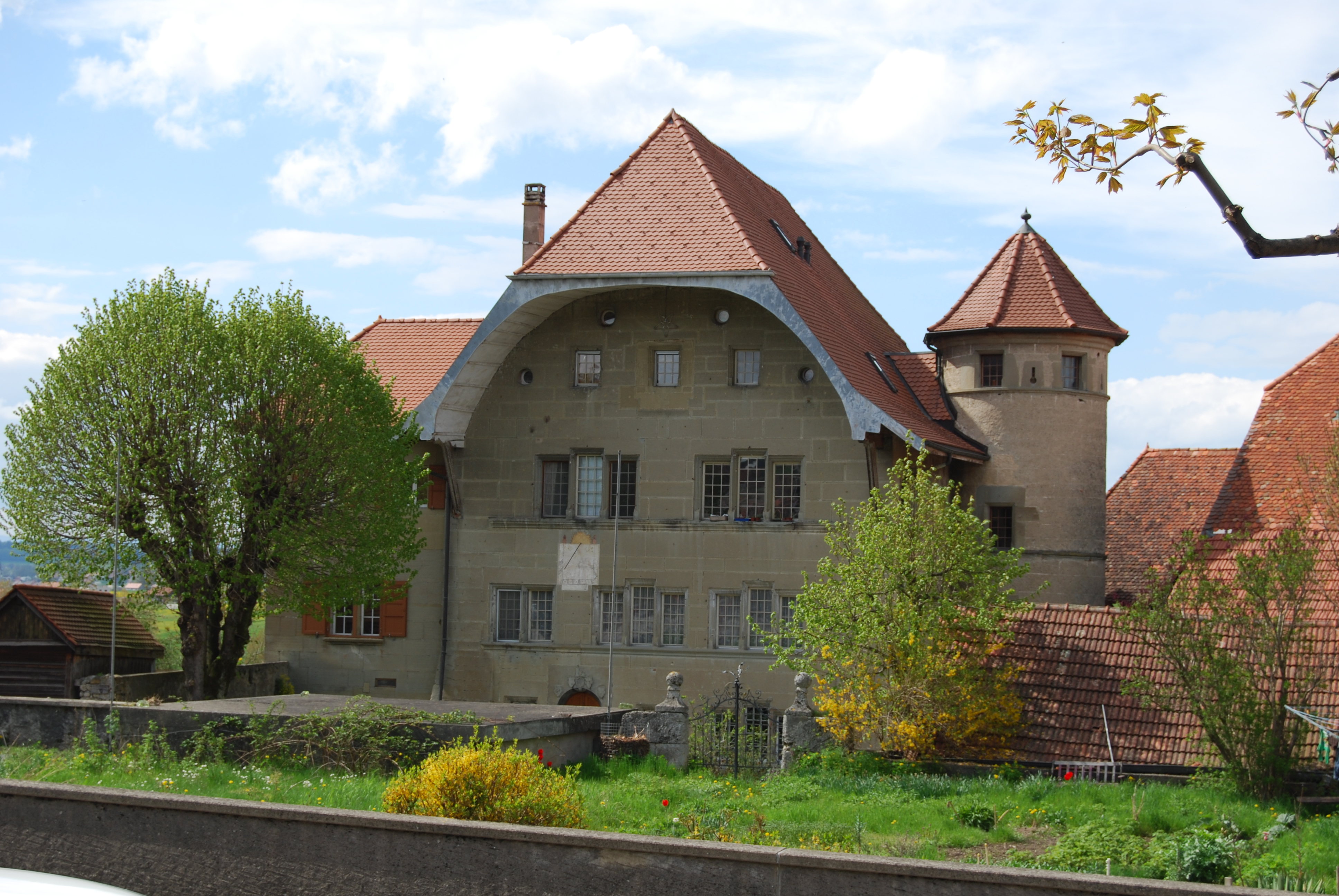
Il castello di Farvagny

- Chiesa cattolica di San Vincenzo, eretta nell'XI secolo e ricostruita nel 1888[1];
- Castello di Farvagny, ricostruito nel 1617-1625[1].

## Società

### Evoluzione demografica
L'evoluzione demografica è riportata nella seguente tabella:
Abitanti censiti

## Amministrazione
Ogni famiglia originaria del luogo fa parte del comune patriziale che ha la responsabilità della manutenzione di ogni bene comune.